# 吳業振
吳業振（英語：Goh Giap Chin，1993年5月20日—），馬來西亞男子羽毛球运动员。

## 簡歷
吳業振來自槟城（来自北海），其後从武吉加里尔体育学校升上馬來西亞国羽后备队，拜师于葉誠萬门下学艺。
2011年7月，吳業振代表馬來西亞出戰在印度勒克瑙舉行的亞洲青年羽毛球錦標賽，助隊伍贏得團體賽亞軍；同年10月，他又入選出戰在台灣桃園舉行的世界青年羽毛球錦標賽，最終，馬來西亞贏得團體冠軍，首次夺得苏哈迪纳达杯。年內，他又赢得荷兰和德国18岁以下公开赛冠军。
2015年初，吳業振曾一度放弃羽球，轉職直销等数个不同工作，虽然还蛮顺利，但最后还是选择重回羽球生涯，加盟前国手约根德兰的俱乐部，自6月起重投全职训练。他表示，在脫離國家隊转为「自由人」後，自己對羽球的乐趣又再回来了。
2016年5月，吳業振出戰在印尼泗水舉行的印尼羽毛球國際系列賽，他在男單決賽對戰東道主的克里希纳·阿迪·努格拉哈，最終以2比0（24-22、21-19）勝出，奪得冠軍。同月，他又在全國羽球大獎賽首站比賽、吉隆坡公開賽打進男單決賽，最終以1比2（16-21、21-16、15-21）不敵張崴烽，奪得亞軍。
2019年6月，吳業振以New Vision羽球學院運動員的身分，出戰毛里裘斯羽毛球國際賽，在男單決賽擊敗瑞士對手，連續三年奪得該賽事的冠軍。
受2019冠狀病毒病疫情影響，國際賽相繼取消，身為自由人的吳業振無法從國際賽獲得獎金，贊助商也不願意繼續支持，他為了維持生計而決定在當打之年退役，前往檳城州隊執教。
2023年7月，吳業振開始擔任馬來西亞國家羽毛球青年隊的教練。

## 主要比賽成績
只列出曾進入準決賽的國際賽事成績：
| 年份   | 賽事                   | 公開賽級別 | 項目     | 成績   |
| ------ | ---------------------- | ---------- | -------- | ------ |
| 2011年 | 亞洲青年羽毛球錦標賽   | 其他       | 混合團體 | 亞軍   |
| 2011年 | 世界青年羽毛球錦標賽   | 其他       | 混合團體 | 冠軍   |
| 2014年 | 樂魚羽毛球國際系列賽   | 國際系列賽 | 男子單打 | 準決賽 |
| 2014年 | 新加坡羽毛球國際系列賽 | 國際系列賽 | 男子單打 | 準決賽 |
| 2016年 | 印尼羽毛球國際系列賽   | 國際系列賽 | 男子單打 | 冠軍   |
| 2017年 | 毛里裘斯羽毛球國際賽   | 國際系列賽 | 男子單打 | 冠軍   |
| 2017年 | 越南羽毛球大獎賽       | 大獎賽     | 男子單打 | 準決賽 |
| 2018年 | 越南羽毛球國際挑戰賽   | 國際挑戰賽 | 男子單打 | 亞軍   |
| 2018年 | 毛里裘斯羽毛球國際賽   | 未來系列賽 | 男子單打 | 冠軍   |
| 2019年 | 毛里裘斯羽毛球國際賽   | 國際系列賽 | 男子單打 | 冠軍   |

| 2007-2017年 | 首要超級賽 | 超級賽 | 黃金大獎賽 | 大獎賽 | 國際挑戰賽 | 國際系列賽 | 未來系列賽 | 其他 |

| 2018-2026年 | 總決賽 | 超級1000賽 | 超級750賽 | 超級500賽 | 超級300賽 | 超級100賽 | 國際挑戰賽 | 國際系列賽 | 未來系列賽 | 其他 |